# Liste des autoroutes des Émirats arabes unis

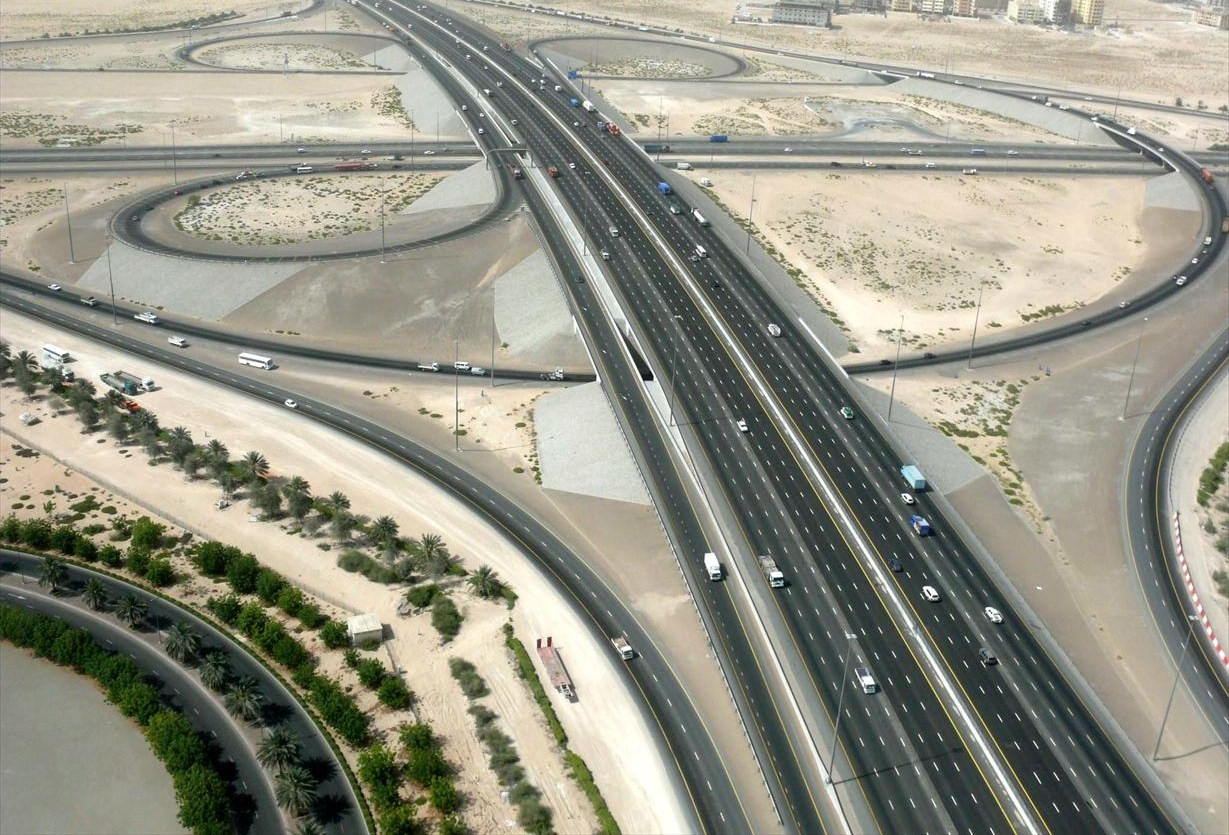
Échangeur d'autoroute aux Émirats arabes unis.

Le réseau autoroutier des Émirats arabes unis est un système d'autoroutes qui couvre les Émirats arabes unis. 
Le pays participe au réseau routier du Mashreq Arabe.

## Historique
La première autoroute aux Émirats arabes unis est l'autoroute reliant Dubai à Abu dhabi (l'E_11) mise en service en 1980. Elle permet de relier les deux principales villes entre elles.

## Liste des autoroutes
Aux Émirats arabes unis, les autoroutes sont généralement gratuites, sauf la portion de l'E11 traversant Dubai (Sheikh Zayed Road). Le système de péage s'effectue dans ce cas par l'intermédiaire d'une vignette (système appelé Salik) collée sur le pare-brise qui est identifiée par radio-fréquence à chaque passage sous un portique de péage.
La limitation de vitesse varie selon l’Émirat et l'infrastructure. Elle est de 140 km/h dans l'Emirat d'Abu dhabi sauf sur l'E_66 reliant Dubaï à Al-Ain où elle est de 120 km/h.
Dans le reste du pays, la vitesse est généralement limitée à 120 km/h, sauf en sections urbaines où elle est limitée à 100 km/h ou 80 km/h selon les sections.
Certaines portions d'autoroutes peuvent être extrêmement larges, les sections 2x4 voies sont fréquentes et peuvent aller jusqu'à 2x8 voies, comme l'E_311 aux abords de l'aéroport international de Dubaï.
D'autres axes moins fréquentés ne comportent que 2x2 voies et peuvent avoir un caractère dangereux à cause des piétons qui peuvent traverser, comme sur l'E_44 entre Dubaï et Hatta, et peuvent même comporter des intersections à niveau de type giratoire
Une autre particularité est la présence de radars automatiques très nombreux, tous les 2 à 5 km environ (une partie toutefois sont des leurres). Ils sont toutefois réglés la plupart du temps pour se déclencher à partir de 20 km/h au-dessus de la limite de vitesse autorisée.

### Autoroutes Nationales
- E 11 (Sheikh Zayed Road)
- E 311 (Sheikh Mohammad Bin Zayed Road)
- E 44] (Dubai-Hatta Highway)
- E 611 (Emirates Road)
- E 66 (Dubai – Al Ain Road)
- E 77 (Dubai-Al Habab Road)
- E 99

### Voies rapides urbaines
- Sheikh Zayed Road